# Alberto Nessi
Pour les articles homonymes, voir Nessi.
Alberto Nessi (Mendrisio, le 19 novembre 1940), poète et écrivain tessinois, a grandi à Chiasso, où - après avoir fréquenté la Scuola Magistrale et l'Université de Fribourg - il a été enseignant de littérature italienne. Son fonds d'archives se trouve aux Archives littéraires suisses à Berne. Le Grand Prix suisse de littérature lui a été décerné en 2016.

## Poésie
- I giorni feriali, Lugano, Pantarei, 1969 (Giampiero Casagrande, 1988)
- Ai margini, Lugano, Collana di Lugano, 1975 (Giampiero Casagrande, 1988)
- Rasoterra, Bellinzona, Edizioni Casagrande, 1983
- Il colore della malva, Bellinzona, Edizioni Casagrande, 1992 (1993, 1997)
- Blu cobalto con cenere, Bellinzona, Casagrande, 2000
- Iris Viola, Faloppio, Lietocolle, 2004
- Ode di gennaio, Viganello, Alla chiara fonte, 2005
- Ladro di minuzie – Poesie scelte (1969–2009), Bellinzona, Edizioni Casagrande, 2010
- Un sabato senza dolore, Interlinea, Novara, 2016

## Prose
- Terra matta, Locarno, Dadò, 1984 (1985, 1989, 2005)
- Tutti discendono, Bellinzona, Edizioni Casagrande, 1989 (2001)
- Fiori d'ombra, Bellinzona, Edizioni Casagrande, 1997 (2001)
- La Lirica, Bellinzona, Edizioni Casagrande, 1998 (2003)
- La prossima settimana, forse, Bellinzona, Edizioni Casagrande, 2008
- Miló. Bellinzona, Casagrande, 2014

## Essais
- Un'estate, ill. secondo le silografie di Ugo Cleis, Edizioni svizzere per la gioventù, 1966
- La conquista del Messico, Edizioni svizzere per la gioventù, 1971
- Fermare il tempo, in Il Ticino e i suoi fotografi - Das Tessin und seine Photographen, Fondazione Svizzera per la Fotografia, Bern, Benteli Verlag, 1987
- Tracce di un percorso, in I poeti della Svizzera italiana nell'ultimo ventennio (1969-1989), a cura di Jean-Jacques Marchand, Lausanne, Université de Lausanne, 1990
- L'uomo e la bambina, con 7 acqueforti originali dei ragazzi della Scuola media di Balerna e una di Marco Mucha, J. Weiss, 1992
- Passeri, SSQEA, 1996
- Saltamartina, ill. di Fiorenza Casanova, Edizioni Pro Juventute, 1996
- In cerca della luce, nel catalogo L'espressionismo Rot-Blau nel Mendrisiotto, a cura di D. Lucchini e G. Mina Zeni, Chiasso, 1996
- Memoria e desiderio, in Le processioni storiche di Mendrisio, Locarno, Dadò, 1998
- Auf der andern Seite der Mauer, in Swiss, made. Die Schweiz im Austausch mit der Welt, Zürich, Scheidegger & Spiess AG, 1998
- Wohin die Dichtung geht, in Wohin geht das Gedicht, Göttingen, Wallstein, 2006

## Traductions
- Gustave Roud, Del camminare in pianura, Locarno, Armando Dadò Editore, 2014
- Charles Berthouzoz, La nuda morte, Viganello Lugano, Alla chiara fonte, 2014

## En traduction française
- Cinq Poèmes, traduction de Florian Rodari, dans « La Revue de Belles-Lettres », Genève, n. 1-2, 1979
- Le Pays oublié, un portrait de la Suisse italienne, trad. de Jeanclaude Berger, Collection CH, Genève, Zoé, 1986
- Terra Matta. Trois récits du Mendrisiotto, trad. de Christian Viredaz, Genève, Zoé, 1988
- Le Train du soir, trad. de Christian Viredaz, Collection CH, Genève, Zoé, 1992
- Poèmes, trad. de Christian Viredaz, dans « Écriture », Lausanne, n. 44, 1994
- Cinq Poèmes, trad. de Jean-Baptiste Para, dans « Europe », Paris, n. 793, mai 1995
- La Couleur de la mauve, trad. de Christian Viredaz et Jean-Baptiste Para, Lausanne, Empreintes, 1996
- Fleurs d'ombre, trad. de Christian Viredaz, Genève, La Dogana, 2001 [Prix Lipp]
- Algues noires. Suivi d'une brève anthologie, trad. de Jean-Baptiste Para et Mathilde Vischer, Saint Nazaire, Maison des écrivains étrangers et des traducteurs, 2003
- Iris violet, trad. de Jean-Baptiste Para, dans « Conférence », no. 16, printemps 2003
- Marcher dans ma vallée, dans Marche et paysage, Genève, Métropolis, 2007
- La semaine prochaine, peut-être, trad. de Anne Cuneo, Orbe, Bernard Campiche éditeur, 2009
- Le marteau de Tchékhov, postface. de Muriel Zeender, trad. de l'italien par Christian Viredaz, Carouge-Genève, Éditions Zoé, 2014 (récit)
- Miló, trad. de l'italien par Christian Viredaz et Renato Weber, Orbe, Bernard Campiche, 2016 (récits)
- La Nuit et le Pétale, trad. de l'italien par Christian Viredaz, Chavannes-près-Rennes, Empreintes, 2016 (poésie)
- Minimalia, traduit de l’italien par Christian Viredaz, préface de Daniel Maggetti, Cheyne, 2022
- Storie di paese. Histoires de village, poèmes en traductions croisée, avec Jerôme Meizoz, Orbe, Empreintes, 2022

## Varia
- Rabbia di vento. Un ritratto della Svizzera italiana attraverso scritti e testimonianze, Collana CH, Bellinzona, Casagrande, 1986

### Éditions pour bibliophiles
- Una ruvida grazia, con Massimo Cavalli, Torino, Franco Masoero, 1995
- Radure, litografia originale a colori di Enrico Della Torre, Como, Lythos, 2000